# Radley
Radley – wieś w Anglii, w hrabstwie Oxfordshire, w dystrykcie Vale of White Horse. Leży 8 km na południe od Oksfordu i 80 km na zachód od Londynu. W 2001 miejscowość liczyła 2774 mieszkańców.